# ببغاء مهيب
ببغاء مهيب (باللاتينية: Polytelis) (بالإنجليزية: magnificent)‏ ، هو جنس من الطيور ينتمي إلى بستاكوليداي (فصيلة: Psittaculidae) .

## الأنواع
- ببغاء بارباند  ، Polytelis swainsonii
- ببغاء ريجنت ، Polytelis anthopeplus
- ببغاء أميرة ويلز ، Polytelis alexandrae